# 皇奄傷
皇奄傷（？—？），子姓，皇氏，中国春秋时期宋国人物，宋元公时，国君和华氏之争，皇奄傷倾向于华亥。
前520年（鲁昭公二十二年、宋元公十二年）二月廿一日，华氏失败，在楚平王的保全下，宋国释放华亥、向宁、华定、华貙、华登、皇奄伤、省臧、士平逃亡楚国。